# Sant Salvador de Guardiola
Sant Salvador de Guardiola  (San Salvador de Guardiola) là một đô thị trong comarca Bages, tỉnh Barcelona, Catalonia, Tây Ban Nha.
| 1900 | 1930 | 1950 | 1970 | 1981 | 1986 |
| ---- | ---- | ---- | ---- | ---- | ---- |
| 598  | 738  | 679  | 588  | 633  | 882  |